# Ахмед Авад ибн Ауф
Ахмед Авад ибн Ауф (арап. أحمد عوض بن عوف; око 1957, Судан), судански је политичар и генерал-потпуковник војске Судана, који је након војног удара у држави у априлу 2019. године и свргавања дотадашњег председника Омара ел Башира вршио дужност председник Прелазног војног већа. На позицију је ступио 11. априла, а већ наредног дана, поднео је оставку и његово место заузео је Абдел Фатах Абделрахман Бурхан.